# Східний Гельсінкі

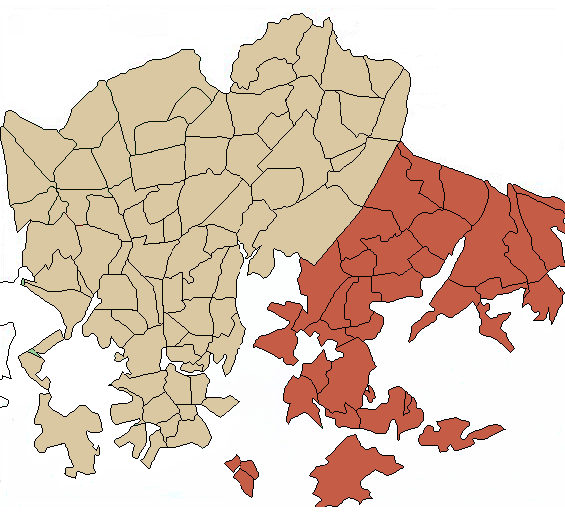
Східний Гельсінкі на мапі Гельсінкі

Східний Гельсінкі (фін. Itä-Helsinki , швед. Östra Helsingfors) — макрорайон на сході Гельсінкі, Фінляндія. 
Громадський транспорт у Східному Гельсінкі прив'язаний до Гельсінського метрополітену, що прямує макрорайоном. Найбільший торговельний центр у країнах Північної Європи, Ітіс, розташований в географічному центрі Східного Гельсінкі.

## Адміністративний поділ
| Район       | Населення | Площа (км²) | Густота (на km²) | Відсоток безробітних |
| ----------- | --------- | ----------- | ---------------- | -------------------- |
| Герттоніємі | 26.333    | 6,79        | 3.873            | 10,8%                |
| Кулосаарі   | 3.791     | 2,47        | 1.535            | 5,7%                 |
| Лааясало    | 16.486    | 16,55       | 995              | 7,8%                 |
| Меллункюля  | 36.360    | 9,9         | 3.673            | 13,6%                |
| Мюллюпуро   | 9.189     | 2,19        | 4.196            | 14,3%                |
| Вартіокюля  | 21.214    | 7,84        | 2.662            | 10,9%                |
| Вуосаарі    | 31.948    | 15,38       | 2.077            | 11,7%                |